# Geschichte der Luftfahrt im Ruhrgebiet
Die Geschichte der Luftfahrt im Ruhrgebiet beginnt mit der Gründung der ersten Luftfahrtvereine im Ruhrgebiet zu Beginn des 20. Jahrhunderts.
Mutige „Aviatiker“, so nannte man damals die Piloten, führten ihre Flugapparate einer begeisterungsfähigen Öffentlichkeit vor. Zeppelin- und Parseval-Luftschiffe erschienen am Himmel über der Ruhr und weckten in den Köpfen der Honoratioren, Industriellen und wohlhabenden Kaufleute den Wunsch nach dem, was heutzutage eine Selbstverständlichkeit ist: Die Luftreise von einem Ort zum anderen.

## Anfänge der Luftfahrt
Das Streben der einzelnen Städte im Ruhrgebiet nach Luftgeltung und die Erkenntnis, dass man die neue Technologie zu zivilen und militärischen Zwecken nutzen kann, führten zur Entstehung von Flugplätzen wie Wanne-Herten, Oberhausen-Holten, Duisburg-Neuenkamp, Dortmund-Fredenbaum und Gelsenkirchen-Essen-Rotthausen, wobei der Platz in Holten bereits seit 1909, Fredenbaum seit 1911 bestand. Alle anderen genannten Plätze entstanden erst im Jahre 1912.
In den Jahren zwischen 1911 und 1914 waren jene frühen Flugplätze Stätten von aufsehenerregenden Flugveranstaltungen. In jenen Jahren entwickelte sich im Rheinisch-Westfälischen Industriegebiet ein Schwerpunkt der Luftfahrt im Westen des damaligen Deutschen Reiches. Die frühen Flugapparate wurden ja nicht nur vorgeflogen, sondern zu einem Teil auch vor Ort konstruiert und gebaut. Eine kleine Luftfahrtindustrie entstand. Das bekannteste Unternehmen waren die am Flugplatz Essen-Gelsenkirchen-Rotthausen beheimateten Kondor Flugzeugwerke, wo zunächst die sogenannten Kondor-Tauben hergestellt wurden. Eine betriebseigene Flugschule gab es ebenfalls. Im Ersten Weltkrieg wurden vornehmlich Schulungs- und Aufklärungsflugzeuge im Auftrage der Albatros Flugzeugwerke in Lizenz für die deutschen Luftstreitkräfte produziert. Eigene, zum Teil zukunftsweisende Konstruktionen kamen über das Versuchsmusterstadium nicht hinaus. 1920 wurden die Kondor-Flugzeugwerke aufgelöst.
Nach dem Ende des Ersten Weltkrieges 1918 verloren diese Flugplätze weitgehend ihre Bedeutung. Lediglich vom Flugplatz Rotthausen wurde 1919 eine Luftpostverbindung über Hannover nach Berlin eingerichtet, welche bis 1920 bestand. Das laut Versailler Vertrag bestehende Flugverbot machte zunächst sämtliche weitergehende Planungen zunichte.
Im Verlauf der 1920er Jahre entstanden weitere Flughäfen im Ruhrgebiet: Flughafen Essen/Mülheim (mit Vorgängerplatz im westfälischen Dorsten) und Dortmund-Brackel entstanden, in den 1930er Jahren kam noch der vorwiegend militärisch genutzte Flugplatz in Gelsenkirchen-Buer dazu. Der Flugplatz Buer befand sich auf dem bei dem Gelsenkirchener Stadtteil Buer gelegenen Berger Feld. In erster Linie wurde dieser Flugplatz durch eine Fliegerübungsstelle der deutschen Luftwaffe genutzt. Während des Zweiten Weltkrieges waren dort auch verschiedene Einsatzgruppen der Luftwaffe für kurze Zeit stationiert. Das ehemalige Flugplatzterrain wird seit den 1970er Jahren zu einem großen Teil vom Fußballverein FC Gelsenkirchen-Schalke 04 genutzt. Neben der Geschäftsstelle des Vereins wurde hier das Parkstadion und die moderne Fußballarena errichtet. Dazu kam noch ein weitläufiges Trainingsgelände. Die Konzentration richtete sich fortan auf die Flughäfen Essen/Mülheim und Dortmund.

## Luftverkehrsgesellschaft Ruhrgebiet
Im Jahre 1925 wurde die Luftverkehrsgesellschaft Ruhrgebiet (LURAG) gegründet. An dieser Gesellschaft waren sämtliche größeren Städte und Landkreise im Ruhrgebiet beteiligt. Wegen der französischen Besatzung des Ruhrgebietes in den Jahren 1923–1925 flog man zunächst (Mai bis August 1925) von einem provisorisch angelegten Flugplatz nördlich der Stadt Dorsten aus. Der 1925 gegründete Flughafen Essen/Mülheim wurde später zum „Flughafen Ruhrgebiet“ benannt, wovon ab dem Spätsommer des Jahres 1925 geflogen wurde. Der Anspruch an der Teilnahme am aufstrebenden Weltluftverkehr wurde somit begründet. Weitere LURAG-Flugplätze waren Düsseldorf-Lohausen, Krefeld und der kurzlebige (Sommer 1927) Wasserflughafen Duisburg am Rheinufer bei Wanheimerort.
Die LURAG ging in die 1926 gegründete Deutsche Luft Hansa auf und wurde als Gesellschaft in den 1930er Jahren gelöscht. Der letzte Geschäftsbericht der LURAG stammt aus dem Jahr 1935.

## Flugplatz Holten
Der erste und somit älteste Flugplatz im Ruhrgebiet – nach dem August-Euler-Flugplatz und dem Flugplatz Johannisthal der drittälteste Flugplatz Deutschlands – befand sich im Holtener Bruch bei dem heute zu Oberhausen gehörenden Stadtteil Holten (Gemarkung Holten, Flur 6, Bruchstraße). Das landwirtschaftlich nur extensiv nutzbare Gelände im Bereich des heutigen Rhein-Herne-Kanals war seit alters her eine Allmende der Gemeinde Holten gewesen. Am 27. Oktober 1909 erteilte der Gemeinderat Holten dem Westdeutschen Verein für Flugsegler e. V. mit Sitz in (Alt-)Oberhausen die Genehmigung zur Errichtung einer „Abflugbahn“ und förderte das Projekt mit einem Zuschuss von 500 Mark. Im Gegenzug musste sich der Verein zu einer jährlichen Pacht von 100 Mark verpflichten. Außer der Abflugbahn errichtete der Verein, der „Gleit- und Motorflug“ betrieb, in den folgenden Monaten drei Schuppen als „Fliegerhallen“ und einen „Abflugturm mit Gleitbahn für Flugmaschinen“. Die Pläne zu diesen Anlagen hatte der Holtener Architekt Ewald Schnaare entworfen, ebenso eine Halle, die wenig später der Niederrheinische Verein für Luftschiffahrt aus Essen dort genehmigen und errichten ließ. Als weitere „Fliegerhalle“ kam 1911 am Rand des Flugplatzes eine Zeile von fünf Schuppen hinzu, die die Niederrheinische Flugzeug-Bauanstalt des Ingenieurs Otto Hilsmann aus Altenessen erbauen ließ. Ein Teil der Schuppen wurde zur Vermietung angeboten. Bereits Anfang 1912 befand sich Otto Hilsmanns Firma in Zahlungsschwierigkeiten. Hilsmann, der die Pachtung und Verwaltung des Flugplatzes 1911 übernommen hatte, übergab ihn im Laufe des Jahres 1912 an die Gemeinde Holten, welche den Flugplatz der „freien Konkurrenz“ öffnete. In den Folgejahren waren auf dem Platz neben Werkstätten für Fluggeräte, eine Flugschule und eine kleinere Flugzeugfabrikation tätig, welche von den aus Duisburg stammenden, zu den Alten Adlern zählenden Gebrüdern Karl und Peter Strack unterhalten wurde.
Auf dem Flugplatz Holten machten viele Flugpioniere aus der Region auf dem Terrain ihre ersten Flugversuche. Das Markenzeichen des Platzes war der 8,9 Meter hohe „Holtener Abflugturm“ bzw. die „Holtener Startrampe“, welche über eigens hierzu ausgegebene Zwanzig-Mark-Aktien finanziert wurde. Die am 23. Mai 1910 eingeweihte, 20 Meter lange Rampe konnte bei Bedarf auf einer ringförmigen Zementbahn in den Wind gedreht werden, um optimale Startbedingungen zu erreichen. Ein bekannter Gleitflieger über dem Holtener Bruch war der Sterkrader Fördermaschinist Bergmann. Auf dem ersten Flugtag 1911 stellte der Flieger Bruno Werntgen bei einem Stundenflug über Holten mit 80 Metern einen Höhenrekord auf.
Während des Ersten Weltkriegs standen zwar einige Militärbaracken auf dem Flugplatz, zu einer Nutzung als Militärflugplatz kam es jedoch nie. Mit der Gründung des Vereins für Flugsportfreunde nahm der Flugplatz nach dem Ersten Weltkrieg noch einmal einen kurzen Aufschwung. In diesem Verein waren vor allem ehemalige Flieger des Ersten Weltkriegs organisiert, die ihre Werkstatt und Übungsräume im Feuerwehrturm von Hamborn-Marxloh eingerichtet hatten. Am 23. Mai, dem Himmelsfahrtstag des Jahres 1926, wurde auf dem Flugplatz Holten ein spektakulärer Großflugtag abgehalten, zu dem rund 30.000 Zuschauer anreisten, großenteils über Züge, die am Sterkrader Bahnhof hielten. Bei diesem Ereignis boten die „Weltkriegshelden“ Ernst Udet, Paul Bäumer und Richard Dietrich sowie die Flieger Auffahrt und Selbach Kunstflüge dar. Eine Junkers-Passagiermaschine streifte beim Anflug einen Drahtzaun und fiel für weitere Demonstrationsflüge aus. Im Folgejahr wurde – ebenfalls zu Christi Himmelfahrt – die Rheinische Flugwoche abgehalten, wieder mit Ernst Udet, diesmal mit Thea Rasche und einem Absprung Hamborner Fallschirmspringer aus 500 Metern Höhe. Auch an diesem Tag ereignete sich ein Unglück: Der Ballon der Mongolfierfahrerin Baumgart ging in Flammen auf.
1926 stellte die Verwaltung der Stadt Sterkrade beim Regierungspräsidenten Düsseldorf den Antrag, den Sportflugplatz Holten zu einem Verkehrslandeplatz auszubauen. Diese Bestrebungen scheiterten. Im Jahr 1927 wurde der Flugplatz Holten aufgegeben, um das Gelände in den folgenden Jahren zur Industriefläche (Werk Ruhrchemie) umzuwandeln.

## Flugplatz Gelsenkirchen-Essen-Rotthausen

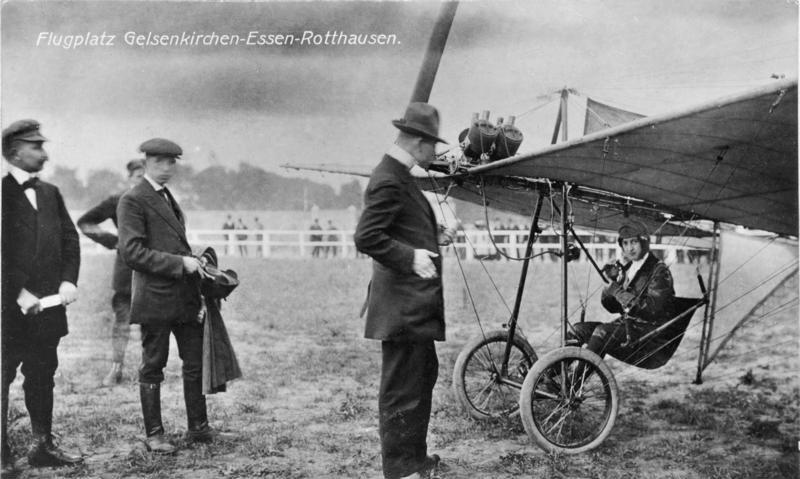
„Fräulein Charlotte Möhring hat das Pilotenzeugnis erworben.“ – Flugplatz Gelsenkirchen-Essen-Rotthausen, 1912

Unter großer Anteilnahme der Öffentlichkeit am 25. Mai 1912 auf Pachtland des alten Gutes Nienhausen eröffnet, entwickelte sich dieser Flugplatz zu einem Schwerpunkt der frühen Luftfahrtentwicklung im Ruhrgebiet.
Initiiert wurde der Flugplatz durch den späteren Gründer der Kondor-Flugfabrik Ernst August Schröder, der die Kommunen Gelsenkirchen, Essen (Stadt und Landkreis), Rotthausen, Katernberg und die Zeche Zollverein für den Plan gewinnen konnte.
Es wurde die Westdeutsche Fluggesellschaft mbH als Betreibergesellschaft gegründet, die 500 Morgen Land von Ernst Nienhausen pachtete. Auf einem Teil wurde die Trabrennbahn Nienhausen, jetzt GelsenTrabPark, errichtet und auf 280 Morgen der Flughafen nebst Gebäuden gebaut.
Es war der erste kommunale Flughafen in der deutschen Geschichte. Die Eröffnung fand am Samstag vor Pfingsten statt und war der Startschuss für einen dreitägigen Flugwettbewerb zu dem tausende Zuschauer kamen. Sie konnten unter anderem Hellmuth Hirth (1886–1938), Gerhard Sedlmayr (1891–1952), Curt von Stoephasius (1878–1917), Fokker (1890–1939) und Josef Suwelack (1888–1915) am Himmel sehen. 
Am Pfingstsonntag den 26. Mai 1912 landete der Zeppelin LZ 11 „Viktoria Luise“. Wenige Tage später eröffnete die Flugschule von Georg Mürau, Charlotte Möhring und Josef Schlatter.
Möhring war die erste Flugschülerin am Standort und bekam ihren Flugschein im September, was sie zur zweiten Frau mit Privatfluglizenz machte.
Der Flugplatz wurde abweichend vom offiziellen Namen auch als Flugplatz Rotthausen, Flugplatz Nienhausen, Flugplatz Essen-Gelsenkirchen-Rotthausen, Flugplatz Gelsenkirchen-Rotthausen-Essen, Flugplatz Gelsenkirchen-Rotthausen oder Flugplatz Gelsenkirchen genannt.
Zahlreiche Flugveranstaltungen, unterstützt durch die Industrie und Wirtschaft, verhalfen diesem Flugplatz zur damaligen Berühmtheit. Es befanden sich drei Flugschulen auf dem Terrain. Dazu kamen die ebenfalls 1912 gegründeten Kondor-Flugzeugwerke, welche neben einigen Eigenkonstruktionen während des Ersten Weltkrieges auch Militärflugzeuge in Lizenz fertigten. Im Jahrbuch des Deutschen Luftfahrer-Verbandes 1913 heißt es über den Flugplatz: „Essen-Gelsenkirchen. Flugplatz in Größe von 1100 × 600 m mit S. [Flugzeugschuppen] für etwa 20 Flugzeuge, Werkstätten, Sanitätsraum und gedeckter Zuschauertribüne. Ringsum feste Umgrenzung.“ und zum Luftschiff-Landungsplatz: „Vier eingemauerte Betonklötze auf der Mitte des Flugplatzes mit je 2400 kg Zugwiderstand.“ Im Jahre 1919 veranstalteten heimgekehrte Flieger einen Flugtag und im selben Jahr führte die Deutsche Luft Reederei einen Flugpostbetrieb bis nach Berlin ein. Diese Luftpoststrecke wurde im Dezember 1920 wieder eingestellt. Nach 1929 verlor dieser Flugplatz zunehmend an Bedeutung. Die Luftfahrtvereine wanderten entweder zum Flughafen Essen/Mülheim oder zum Flugplatz Borkenberge bei Dülmen ab. Ein letzter Segelfluglehrgang von angehenden Fliegern ist für das Jahr 1940 belegt. Das eigentliche Flugplatzgelände ist heute von der Natur in Besitz genommen worden. Zunächst versumpfte das Flugplatzgelände wegen der durch den Kohlebergbau bedingten Landabsenkungen zunehmend. Dann wurde nach und nach Erdabraum aus dem Bergbau und später auch aus dem U-Bahnbau auf dem ehemaligen Flugfeld aufgeschichtet. Damit war dieser Flugplatz endgültig Geschichte. Angrenzend befindet sich die ebenfalls 1912 eröffnete Trabrennbahn. Das Gut Nienhausen existiert noch ebenso wie die Trabrennbahn auch zu Beginn des 21. Jahrhunderts.

## Flugplatz Wanne-Herten
Ebenfalls am 25. Mai 1912 feierlich eröffnet, stand dieser Flugplatz trotz großer öffentlicher Resonanz im Schatten des Flugplatzes Rotthausen. Als Luftschiffhafen vorgesehen – es wurde sogar eine Halle für Luftschiffe gebaut – blieb der kommerzielle Erfolg aus. Im Jahrbuch des Deutschen Luftfahrer-Verbandes 1913 heißt es über den Flugplatz: „Wanne-Herten. Flugplatz mit fester Umgrenzung, Größe 1100 × 750 Meter, gerodeter und geebneter Waldboden, Unterkunftsraum für mindestens 12 Flugzeuge mit Werkstätten.“ und „Halle der Rhein. Flug- u. Sportplatz-Ges.: L. 100, Br. 34.“ In der Luftschiffhalle wurden dann von der Firma Wilhelm Albers Flugzeugbau Teile für Flugzeuge (Rumpler Tauben) hergestellt. Noch während des Ersten Weltkrieges, im Jahre 1916, meldete der Betreiber des Flugplatzes, die Rheinisch-Westfälische Flug- und Sportplatzgesellschaft, Konkurs an. Die Anlagen wurden für den Flugbetrieb geschlossen und die Fläche landwirtschaftlich genutzt. In den 1930er Jahren wurde das Flugplatzgelände von Segelfliegern der damaligen Flieger-HJ genutzt. Nach dem Krieg, etwa ab 1951, als der Segelflugsport wieder in Deutschland zugelassen wurde, nutzte man eine Fläche, welche in der Nähe des alten Flugplatzes lag, für den Flugsport. Der Flugplatz „Emscherbruch“ entstand. Im Jahre 1964 wurde der Flugbetrieb endgültig eingestellt, da dem industriellen Ausbau Tribut gezollt werden musste. Wegen des Baues einer Hochspannungs-Überlandleitung konnte ein Flugbetrieb aus Sicherheitsgründen nicht mehr durchgeführt werden. Bis 1994 wurde das Segelfluggelände, der ehemalige Flugplatz „Emscherbruch“, noch von Modellfliegern genutzt. Der alte Flugplatz befand sich etwa dort, wo sich heute das Gewerbegebiet „Im Emscherbruch“ auf Hertener Gebiet, nördlich der Stadtgrenze Herne-Wanne erstreckt. Eine ausführliche Beschreibung des Flugplatzgeschichte findet sich auf der Website der Flugmodellsportvereinigung Vest e. V.

## Flugplatz Buer
Um 1934/35 entstand südlich der Reichsautobahn 2 bei der Ausfahrt des Gelsenkirchener Stadtteils Buer ein Flughafen, welcher vorwiegend durch die deutsche Luftwaffe genutzt worden ist. Zunächst war dort eine Fliegerübungsstaffel stationiert, später im Verlauf des Zweiten Weltkrieges auch Einsatzverbände. Eine schwerpunktmäßige Nutzung erfolgte aber nicht. Der Flugplatz diente zudem für Ausweich- bzw. Notlandungen der Luftwaffe. In den Jahren 1944/45 waren häufig Abfangjagdflugzeuge der „Reichsverteidigung“ zur Bekämpfung anglo-amerikanischer Bomberverbände auf dem Flugplatz „Berger Feld“, wie er auch genannt wurde, stationiert. Nach dem Krieg wurde ein Großteil des Geländes landwirtschaftlich genutzt. In den noch existierenden Kasernengebäuden zog zunächst eine britische Armee-Einheit ein. Mitte der 1950er Jahre war der Flugplatz Buer als NATO-Flughafen in der Diskussion. Diese Planungen wurden aber nicht weiter fortgeführt. Zunehmend wurde das Terrain durch die Natur vereinnahmt. Ab 1969 wurde das Parkstadion auf dem alten Flugplatzgelände gebaut, welches seit der Fertigstellung im Jahre 1973 Spielstätte des FC Schalke 04 war. In den Folgejahren wurde das Parkstadion durch die Veltins-Arena ersetzt und es folgten weitere Einrichtungen des FC Schalke wie seine Geschäftsstelle, Trainingsplätze, sportmedizinische Einrichtungen, ein Hotel und Gastronomie. An den damaligen Flugbetrieb erinnern nur noch einige wenige erhalten gebliebene Kasernengebäude an der Adenauerallee, welche unter anderem durch das Technische Hilfswerk genutzt werden.

## Flugplatz Duisburg-Neuenkamp
Der Flugplatz Neuenkamp wurde im Jahre 1912 eröffnet. Im Jahre 1927 erhielt er den Namen „Paul-Bäumer-Flugplatz“, benannt nach dem aus Duisburg stammenden und 1927 tödlich verunglückten Flieger Paul Bäumer, welcher auch Träger des Ordens „Pour le Merite“ war. Überwiegend fand hier Motor- und Segelflugsport statt. In den 1930er Jahren wurde der Flugplatz baulich erweitert und später während des Zweiten Weltkrieges auch von der deutschen Luftwaffe genutzt, welche hier einige Ausbildungseinrichtungen führte. So ist die Ausbildung von Sturzkampffliegern (STUKA) auf diesem Platz während des Krieges bekannt. Auch während der Westfeldzüge der deutschen Wehrmacht spielte der Platz eine kleine Rolle als dort eine Sturzkampffliegereinheit stationiert wurde, welche von hier zu Einsätzen gegen Belgien und den Niederlanden geflogen ist. Der Flugplatz Neuenkamp wurde auch als Basis(Notlandeplatz etc.) für Jagdflugzeuge genutzt, welche bei anglo-amerikanischen Luftangriffen gegen die Ruhrgebietsstädte die Bomber bekämpften. In den 1950er Jahren wurde dort der wieder zugelassene Flugsport für kurze Zeit ausgeübt. Ab Mitte der 1950er Jahre wurden auf dem Gelände verschiedene Industriebetriebe angesiedelt und später auch ein Tanklager errichtet. Nach 1960 existierte der Flugplatz Neuenkamp praktisch nicht mehr. Unmittelbar an dem ehemaligen Flugplatz führt die Bundesautobahn A40 vorbei.

## Wasserflughafen Duisburg
Im Mai 1927 wurde die Flugverbindung Duisburg-Rotterdam mit Wasserflugzeugen, welche lediglich dem Verlauf des Rheins entlangzufliegen brauchten, aufgenommen. Abfertigung und Landesteg befanden sich in der Nähe des Ausflugslokals „Rheinlust“ in Duisburg-Wanheim. Da aber ebenfalls seit einiger Zeit eine direkte Eisenbahnverbindung nach Rotterdam bestand und diese auch noch preislich günstiger war, lohnte sich der Flugbetrieb nicht und er wurde noch im selben Jahre nach etwa vier bis fünf Monaten wieder eingestellt.

## Verkehrslandeplatz Essen/Mülheim
Der Verkehrslandeplatz Essen/Mülheim wurde am 31. August 1925 feierlich eröffnet. In der Folgezeit wurden verschiedene Flugverbindungen zu größeren Städten innerhalb Deutschlands und des europäischen Auslandes hergestellt. 1926 richtete die Deutsche Lufthansa ihre Niederlassung der Hauptleitung West auf dem Flughafen ein. Im Jahr 1931 landete erstmals das Zeppelin-Luftschiff LZ 127 auf dem Flughafen. Eine weitere aufsehenerregende Luftschifflandung mit dem LZ 130 fand im Spätsommer 1939, wenige Tage vor Kriegsausbruch statt. Bereits ab dem Jahre 1932 fanden großzügige Ausbau- und Modernisierungsmaßnahmen statt die sich noch bis in die 1940er Jahre hinzogen. Bis zum Kriegsbeginn wurde der Platz noch von acht ausländischen Fluggesellschaften angeflogen. Dazu kamen noch einige Großveranstaltungen, welche die Publikumsmassen in jenen Jahren anzogen und begeisterten. 1938 wurde der Flughafen Essen/Mülheim zum Zentralflughafen Ruhrgebiet ernannt. Die Kriegsjahre ab 1939 machten weitere größere Planungen zunichte. Alle Flughäfen, soweit sie noch existierten (die Plätze Holten, Wanne und Rotthausen waren zu dieser Zeit bereits aufgegeben) wurden nun militärisch genutzt. Die Deutsche Lufthansa führte nur noch Sonderflüge unter Einbeziehung des Flughafens Essen/Mülheim durch. Zeitweise waren hier nun Jagdstaffeln der Tag- und Nachtjagd stationiert (III. Gruppe des Jagdgeschwaders 26 „Schlageter“ mit Flugzeugen des Typs Messerschmitt Bf 109 und später Teile des Nachtjagdgeschwader 1 mit Flugzeugen des Typs Messerschmitt Bf 110). In der Endphase des Zweiten Weltkrieges wurde auch eine Kampfstaffel (II. Gruppe des Kampfgeschwader 51 „Edelweiss“) mit Düsenflugzeugen des Musters Messerschmitt Me 262 hier stationiert. In der unmittelbaren Nachkriegszeit wurde der Flughafen kurzzeitig durch die alliierten Militärbehörden genutzt. Zeitweise wurde der Platz als Abstellfläche für ausrangierte Armeelastwagen verwendet. Ab 1950/51 richteten aus dem Krieg und der Gefangenschaft heimgekehrte Flieger einen Teil des Flugplatzgeländes für die Durchführung des Segelfluges her. Die endgültige Wiederzulassung des Platzes für die allgemeine Luftfahrt erfolgte im Jahre 1959.
Der Flugplatz Essen/Mülheim fristete seit seinem Wiederaufbau in den 1950er Jahren eine relativ ruhige Existenz als Regionalflughafen. Ein Probeflugbetrieb mit Düsenverkehrsflugzeugen des Typs Fokker F28 der Gesellschaft LTU im Jahre 1969 wurde nicht weiter verfolgt. Auch ein Seebäderflugdienst in den 1960er und 1970er Jahren wurde nicht weitergeführt. Konzepte zu einem ökonomisch sinnvollem Regionalflugbetrieb liegen seit Jahren vor, werden aber durch politisch motivierte Debatten behindert. Bekannt ist der Flughafen Essen/Mülheim vor allem durch die an diesem Ort gebauten und stationierten Luftschiffe der Firma WDL (Westdeutsche Luftwerbung GmbH), welche mit Werbeaufschriften bekannter großer Unternehmen weit über die Landesgrenzen hinaus am Himmel zu sehen sind. Der Flughafen wird von den Luftsportvereinen Luftfahrtverein Essen und dem Aero Club Mülheim/Ruhr genutzt. Seit dem Frühjahr 2007 hat auch der Hanseatische Fliegerclub Düsseldorf hier eine neue Heimat, da er aus verschiedenen Gründen seine ursprüngliche Basis auf dem Flughafen Düsseldorf aufgegeben hat. In sehr begrenzter Form findet auch ein Geschäftsreiseflugbetrieb statt. Bis zu ihrer Insolvenz im Jahre 2011 führte die Fluggesellschaft VHM Schul- und Charterflug diese Dienstleistung mit modernen, komfortablen Reiseflugzeugen neben einem Flugschulbetrieb durch. Die ebenfalls am Flugplatz Essen/Mülheim beheimatete Firma Air Albatros bietet Rundflüge über das Ruhrgebiet und darüber hinaus mit einem aus der ehemaligen DDR stammenden historischen Flugzeug sowjetischer Bauart (Antonow An-2) an. Zudem veranstaltet Air Albatros von einer Wiese an der Stadtgrenze Mülheim / Essen-Bedingrade (Hexbachtal) bei entsprechenden Witterungsverhältnissen auch Fahrten mit Heißluftballonen.
Seit 2005, dem Jubiläumsjahr zum Achtzigsten Jahre des Bestehens des Flughafens Essen/Mülheim werden die Bemühungen zur Festigung eines Geschäftsflughafens seitens der zuständigen Industrie- und Handelskammer sowie Teilen der Politik auf kommunaler- und Landesebene verstärkt betrieben. Zum Einsatz kommen weiterhin kleinere Reiseflugzeuge mit Propeller- oder Düsenantrieb. Mittlerweile ist der Flugplatz nicht mehr als Flughafen, sondern als Verkehrslandeplatz zugelassen.
Bereits seit den 1980er Jahren engagiert sich eine Initiative, welche unter dem Namen Arbeitsgemeinschaft Flughafen und Ökologie Essen/Mülheim e.V (AGFÖ) firmiert, für den Erhalt des Flugplatzes und sie erarbeitet wirtschaftlich sowie gesellschaftlich vertretbare Konzepte für eine Bestandssicherung des Flugbetriebes.
Aufgrund unterschiedlicher Auffassungen in den politischen Gremien auf Landes- und Kommunalebene ist, Stand 2012, eine endgültige Festlegung über den Fortbestand des Flugplatzes weiterhin offen.

## Flugplatz Fredenbaum
Im Jahre 1911 entstand auf einer Wiese nördlich des Fredenbaumwaldes bei Dortmund ein Flugplatz. In unmittelbarer Nähe befand sich die Dortmunder Gasanstalt. In die Geschichte eingegangen sind die Dortmunder Flugtage, welche im Juli 1911 stattfanden. Bis zum Beginn des Ersten Weltkrieges 1914 fanden noch kleinere Flugveranstaltungen auf diesem Gelände statt. Flieger aus dem In- und Ausland nahmen daran teil. Das Flugfeld wich in den Folgejahren dem Ausbau der Industriebetriebe.

## Flughafen Dortmund
Die Inbetriebnahme des Dortmunder Flughafens am Standort Brackel beginnt am 27. April 1925 mit der Einbindung in die Fluglinie Kopenhagen-Hamburg-Bremen-Dortmund-Frankfurt(M)-Stuttgart-Zürich. In der laufenden Flugplanperiode kamen weitere Verbindungen hinzu und es konnten letztendlich die Städte Hannover, Berlin, Halle, Leipzig, Bremen, Hamburg, Frankfurt(M) und Amsterdam direkt erreicht werden. 1928 verzeichnete der Flughafen über 8000 Starts und Landungen und war damit neben Köln wichtigster Verkehrslandeplatz im Westen Deutschlands.
Am 10. August 1930 landet das Luftschiff Graf Zeppelin unter dem Zuspruch von 120.000 Menschen auf dem Brackeler Flughafen.
1939 wurde der zivile Luftverkehr eingestellt, und das Militär (Luftwaffe) übernahm die Anlage. Am 28. März 1945 verließen die letzten deutschen Flieger den Flugplatz. Im Zweiten Weltkrieg wird der Flughafen durch Bombenangriffe zerstört und nach dem Krieg von der Royal Air Force (RAF) übernommen. Zwischen 1953 und 1959 wird das Flugfeld in Brackel von der in der Bundesrepublik Deutschland wiederzugelassenen Sportfliegerei genutzt.
1950 gründeten die Gebrüder Theo und Hans Hengsbach mit anderen Flugbegeisterten den Aero-Club e.V. als Nachfolger des Dortmunder Luftfahrtvereins. Drei Jahre später startete wieder das erste deutsche Segelflugzeug in Brackel, 1955 machten die Gebrüder Hengsbach erste Rundflüge.
Am 5. Mai 1955 erhielt die Bundesrepublik Deutschland die Lufthoheit zurück. Allerdings war der Dortmunder Flughafen nicht mehr im Netz der Lufthansa vertreten, weil für die neuen und größeren Maschinen in Brackel der Platz fehlte. Als 1959 Raketeneinheiten der Britischen Rheinarmee stationiert werden, wird der Flugbetrieb am Standort Brackel endgültig eingestellt. Die zivile Luftfahrt suchte nach einem neuen Standort und wird im Ortsteil Wickede fündig. Das Gelände des alten Flughafens Brackel wurde teilweise Gewerbegebiet und der Fußballverein Borussia Dortmund BVB 09 baute auf einem Teil der Ländereien ein Trainingsgelände, welches seit 2006 genutzt wird. Bereits im Jahre 1960 landete die erste Sportmaschine auf einer Graslandebahn in Dortmund-Wickede, welche zum neuen Flughafen Dortmund gehört.
Am 24. Februar 1969 votierte der Stadtrat der Stadt Dortmund für den Bau einer Start- und Landebahn von 850 Metern Länge. Er beschloss damit auch den Generalausbau des Flughafens mit allen notwendigen Nebeneinrichtungen und die Wiedereinsetzung der alten Betreiberin: Am 1. April 1971 wurde die Flughafen Dortmund GmbH als kommunale Eigengesellschaft der Stadt wieder aktiv.
1973 kam das aus für die Segelflieger, die den Standort Wickede aufgebaut hatten. Es folgte die Ansiedlung kleiner, regional agierender Fluggesellschaften, unter anderen die Aerowest, dem zu dieser Zeit größten Cessna-Händler in Europa und Anbieter von Charter-, Foto- und Rundflügen.
Im April 1974 wird die 650 Meter lange und 20 Meter breite Graspiste mit Asphalt versehen und in Betrieb genommen. 1975 folgte die Realisierung einer ersten 850-Meter-Bahn.
Erste Linienflüge werden 1979 von der RFG – Reise- und Industrieflug GmbH, der späteren Eurowings AG, mit der Eröffnung der Strecke Dortmund-München eingerichtet. Eine neu erbaute 850 m lange Start- und Landebahn (plus jeweils 100 m befestigte Stoppflächen) mit 30 m Breite nennt sich nun Startbahn Ruhrgebiet und wird 1983 durch den Ministerpräsidenten Johannes Rau eröffnet.
Bis Ende des Jahres 1987 wird das Abfertigungsgebäude großzügig erweitert und die Start- und Landebahn auf 1.050 Metern verlängert (plus jeweils 200 m betonierte Stoppflächen).
1997 wird die Start- und Landebahn unter Einbezug der Stoppflächen auf 1450 m erweitert, um den Einsatz größerer Flugzeuge zu ermöglichen (BAe 146/Avro) und somit der steigenden Passagierzahlen Herr zu werden. Als positiver Nebeneffekt werden Nutzlastbeschränkungen der vornehmlich eingesetzten ATR-Turboprops deutlich verringert.
Im Jahr 2000 erfolgt der Ausbau der Start- und Landebahn auf 2000 Meter und 45 m Breite, sowie die Eröffnung des neuen Terminals für bis zu 2,5 Millionen Passagiere jährlich nach etwa 2,5 Jahren Bauzeit. Die Fluggastzahlen überschreiten im Jahre 2001 erstmals die Millionengrenze.
Im Sommer 2004 hält auch in Dortmund das Segment der Billigfluggesellschaften Einzug: Die Airline EasyJet verbindet den Flughafen mit vielen neuen europäischen Zielen. Die Fluggesellschaft WizzAir eröffnet neue Linienflüge nach Polen.
2005 werden mit jährlich mehr als 30.000 Starts und Landungen über 1,7 Millionen Passagiere befördert. Dies macht Dortmund erstmals zum drittgrößten Verkehrsflughafen in NRW. Auch als Arbeitgeber ist der Airport inzwischen von Bedeutung: Über 1.500 Menschen haben am Flughafen Dortmund ihren Arbeitsplatz. Schon im Jahr 2007 werden 2.155.064 Passagiere befördert.

## Heliports Duisburg und Dortmund
Die belgische Fluggesellschaft SABENA richtete ab 1953 verschiedene Hubschrauberfluglinien zwischen Brüssel und Deutschland ein, darunter im Jahr 1955 auch eine von Duisburg nach Brüssel. Später wurde noch eine Verbindung nach Rotterdam eingerichtet. Der Heliport befand sich in Duisburg-Duissern am Ruhrdeich in unmittelbarer Nähe der Aakerfährbrücke. Weil sich der Betrieb mit Helikoptern als sehr kostenintensiv und somit unwirtschaftlich erwiesen hatte, wurde der SABENA-Flugbetrieb zwischen 1961 und 1966 eingestellt. Die Fluggesellschaft verwendete in jenen Jahren die in den USA gebauten Hubschraubermuster Sikorsky S-55 und S-58.
Einen Sabena-Heliport gab es außerdem zwischen 1955/56 und 1963 in Dortmund am Rheinlanddamm, dieser war mit dem Duisburger Landeplatz über die seinerzeitige Fluglinie Dortmund-Duisburg-Brüssel verbunden.